# Sainte-Reine-de-Bretagne
Sainte-Reine-de-Bretagne is een gemeente in het Franse departement Loire-Atlantique (regio Pays de la Loire). De plaats maakt deel uit van het arrondissement Saint-Nazaire. Sainte-Reine-de-Bretagne telde op 1 januari 2022 2.447 inwoners.

## Geografie
De oppervlakte van Sainte-Reine-de-Bretagne bedroeg op 1 januari 2022 19,73 vierkante kilometer; de bevolkingsdichtheid was toen 124 inwoners per km².

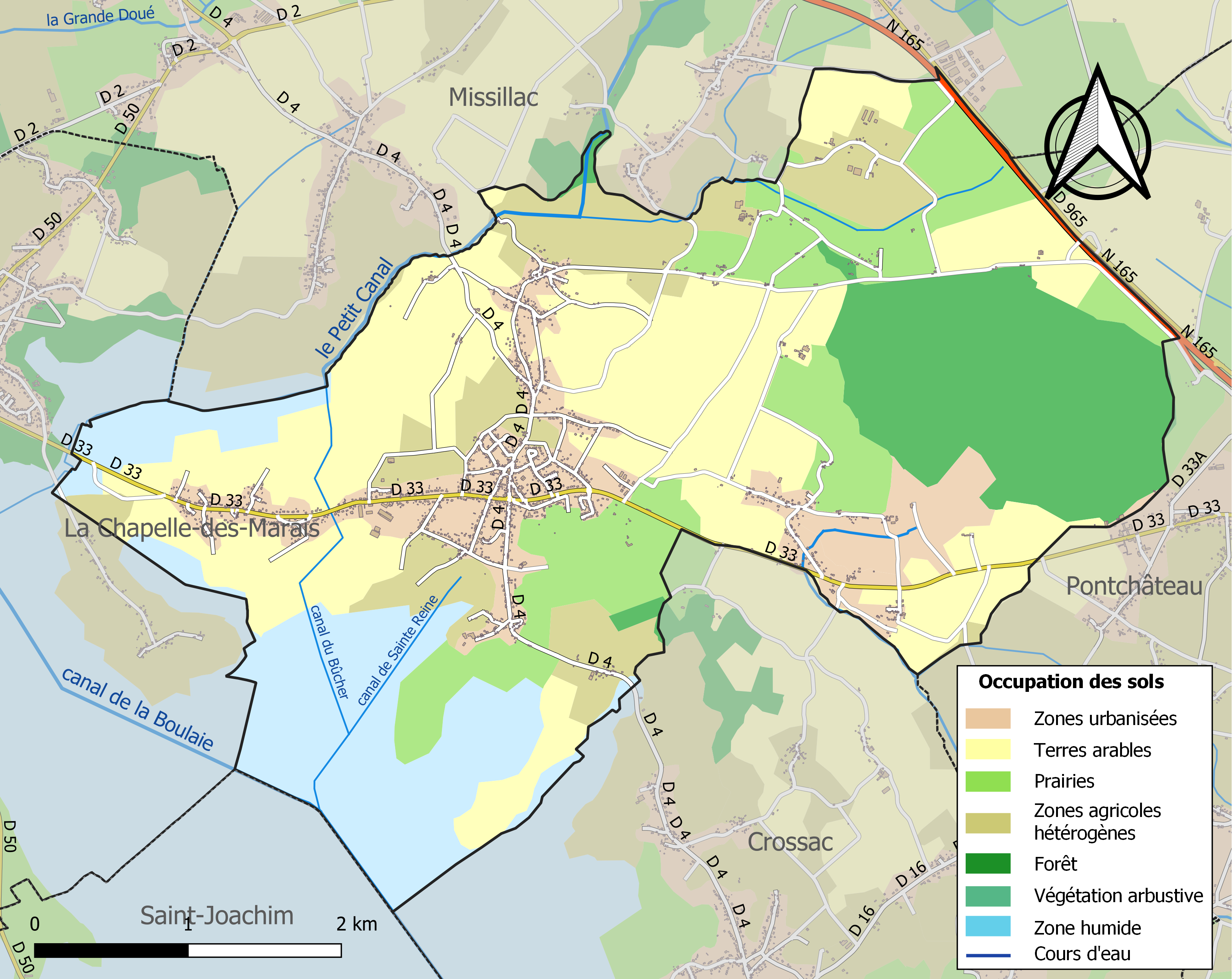
Kaart van de gemeente met de belangrijkste infrastructuur, bodemgebruik en omliggende gemeenten

## Demografie
Onderstaande figuur toont het verloop van het inwonertal (bron: INSEE-tellingen).

## Geboren in Sainte-Reine-de-Bretagne
- René Guy Cadou (1920-1951), Frans dichter